# Charles Forster Smith
Charles Forster Smith (* 30. Juni 1852 im Abbeville County, South Carolina; † 3. August 1931 in Racine, Wisconsin) war ein 
US-amerikanischer Klassischer Philologe, der besonders als Thukydides-Forscher hervorgetreten ist.

## Leben
Charles Forster Smith, der Sohn des Pfarrers James F. Smith und seiner Ehefrau Julia Forster Smith, studierte am Wofford College (A. B. 1872), an der Harvard University und anschließend von 1874 bis 1875 an den Universitäten in Leipzig und Berlin. Anschließend unterrichtete er als Professor für Klassische und Deutsche Philologie am Wofford College (1875–1879) und vertiefte seine Studien abermals in Leipzig, wo er 1881 mit einer auf Englisch verfassten Dissertation zum Dr. phil. promoviert wurde.
Nach der Promotion war Smith an verschiedenen Hochschulen in den USA tätig: Ab 1881 als Professor für Latein und Griechisch am Williams College, ab 1882 als Professor für Moderne Fremdsprachen an der Vanderbilt University und ab 1884 als Professor des Griechischen (ab 1894 der gesamten Klassischen Philologie) an der University of Wisconsin–Madison. Er war langjähriges Vorstandsmitglied der American Philological Association (1902/03 Präsident) und 1905/06 Mitherausgeber der Zeitschrift The Classical Journal. 1917 trat er in den Ruhestand, blieb jedoch weiterhin wissenschaftlich und publizistisch aktiv. 1919 veröffentlichten seine Kollegen an der University of Wisconsin eine Festschrift zu seinen Ehren.
In seiner Forschungsarbeit beschäftigte sich Smith sowohl mit den alten Sprachen als auch mit modernen Spracherscheinungen (beispielsweise mit der Mundart der Südstaaten). Er bemühte sich zeitlebens um die Verbesserung des Hochschulstudiums in den USA, das zu seiner eigenen Studienzeit nur an wenigen Orten höhere Abschlüsse ermöglicht hatte. Smiths Forschungsschwerpunkt war der griechische Historiker Thukydides. Zu ihm veröffentlichte Smith wissenschaftliche Aufsätze, Auswahleditionen und schließlich eine zweisprachige (griechisch-englische) Ausgabe in der Loeb Classical Library (1919–1923), die noch lange in Gebrauch blieb. 

## Schriften (Auswahl)
- A Study of Plutarch’s Life of Artaxerxes, with Especial Reference to the Sources. Leipzig 1881 (Dissertation)
- Thucydides Book VII. Boston 1886
- Thucydides Book III. Boston 1894
- mit Campbell Bonner: Xenophon’s Anabasis. The First Four Books. New York 1905
- Greek Literature. New York 1912
- Charles Kendall Adams: a life-sketch. Madison 1924

Übersetzungen
- Gustav Hertzberg: Ancient Greece. Philadelphia / New York 1902
- Thucydides. 4 Bände, London / New York 1919–1923 (Loeb Classical Library)